# Анна Залевска
Анна Ельжбета Залевска (пол. Anna Elżbieta Zalewska, уроджена Gąsior, *6 липня 1965) — польська вчителька, політична діячка, очільниця Міністерства національної освіти з 2015 року. 2007 року Залевська була обрана до польського Сейму, де працювала до переходу на міністерську посаду.

## Життєпис
Залевска закінчила факультет польської філології Вроцлавського університету 1989 року. Почала кар'єру вчителем і заступницею директора середньої школи у Свебодзіце.
Долучилася до ліберально-демократичної політичної партії «Унія Свободи», а згодом перейшла до Право та справедливість, заснованої братами Лехом та Ярославом Качинським у 2001 році. З 2002 по 2007 рік Залевська була депутаткою місцевої ради Свідницького повіту, з 2006 року працювала заступницею старости тієї ради. Вона вперше балотувалася до парламенту у 2005 році, але безуспішно.  На парламентських виборах 2007 у Польщі вона була обрана депутаткою за списком «Права та справедливості». Балотуючись в окрузі Валбжих, Анна Ельжбета здобула 10,584 голоси. 2011 року вона була переобрана до парламенту в тому ж виборчому окрузі з 14 999 голосами. У 2009 і 2014 роках вона безуспішно балотувалася до Європейського парламенту. У 2015 році вона знов була переобрана в Сейм, отримавши 22 402 голоси.
16 листопада 2015 року отримала призначення в діючому уряді Беати Шидло, очоливши Міністерство національної освіти. З 2017 року під її орудою в польській освіті триває реформа. Того ж року з приходом нового прем'єра, Матеуша Моравецького Анна Ельжбета зберегла посаду.

## Зовнішні посилання
- Профіль на сайті Сейму [Архівовано 12 червня 2017 у Wayback Machine.]